# Reisafjorden
Le Reisafjorden est un fjord du comté de Troms en Norvège. 

## Géographie
Il est situé principalement dans la municipalité de Nordreisa (avec de très petites portions dans les municipalités de Kvænangen et de Skjervøy). Ce fjord de 30 kilomètres de long est un bras du fjord principal de Kvænangen. Il est alimenté par la rivière Reisaelva qui traverse la vallée de Reisadalen, longue de 80 kilomètres, qui prend sa source dans le parc national de Reisa. Les villages de Storslett et de Sørkjosen sont tous deux situés le long de la rive sud du fjord. L'autoroute européenne E06 longe la rive de la partie intérieure du fjord,.